# Liste des pays ayant plusieurs capitales

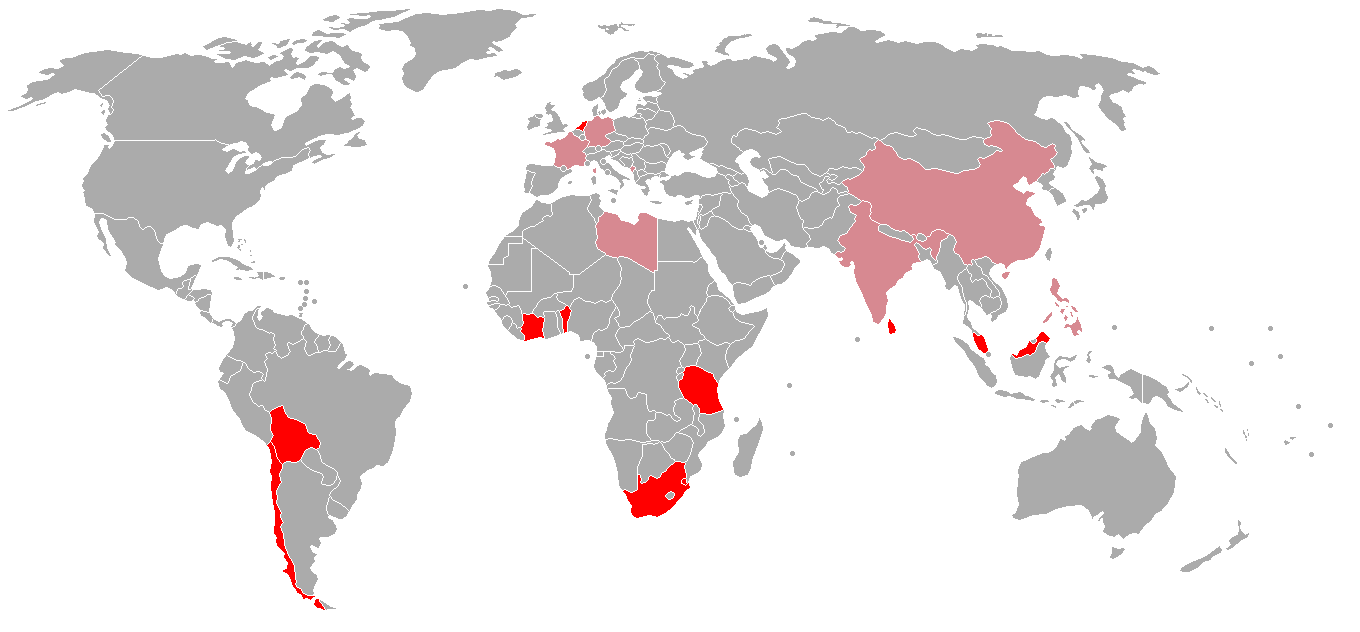
Pays ayant plusieurs capitales
Pays ayant eu plusieurs capitales dans le passé.

Certains pays ont plusieurs capitales. Souvent une d'entre elles est le siège du gouvernement et une autre est la capitale législative.

## Pays ayant plus d'une capitale actuellement
| Pays                      | Capitales                                                     | Détails |
| ------------------------- | ------------------------------------------------------------- | --- |
| Afrique du Sud            | Pretoria                                                      | Capitale administrative |
| Afrique du Sud            | Le Cap                                                        | Capitale législative |
| Afrique du Sud            | Bloemfontein                                                  | Capitale du pouvoir judiciaire                                                                                               |
| Bénin                     | Porto-Novo                                                    | Capitale officielle |
| Bénin                     | Cotonou                                                       | De facto siège du gouvernement et capitale économique                                                                        |
| Bénin                     | Abomey                                                        | Capitale historique |
| Bolivie                   | Sucre                                                         | Capitale officielle selon la Constitution et siège du pouvoir judiciaire                                                     |
| Bolivie                   | La Paz                                                        | Siège du pouvoir exécutif et législatif                                                                                      |
| Chili                     | Santiago                                                      | Capitale officielle, siège du pouvoir exécutif et judiciaire                                                                 |
| Chili                     | Valparaíso                                                    | Siège du pouvoir législatif                                                                                                  |
| Côte d'Ivoire             | Yamoussoukro                                                  | Capitale officielle |
| Côte d'Ivoire             | Abidjan                                                       | De facto siège du gouvernement                                                                                               |
| Eswatini                  | Mbabane                                                       | Capitale administrative |
| Eswatini                  | Lobamba                                                       | Capitale législative et royale                                                                                               |
| Israël                    | Jérusalem                                                     | Siège du gouvernement |
| Israël                    | Tel Aviv-Jaffa                                                | Siège des ambassades (hormis le Guatemala, le Honduras, le Kosovo et les États-Unis qui ont bien leur ambassade à Jérusalem) |
| Malaisie                  |                                                               | |
| Kuala Lumpur              | Capitale officielle et siège du pouvoir législatif            | |
| Putrajaya                 | Centre administratif et siège du pouvoir judiciaire           | |
| Monténégro                |                                                               | |
| Podgorica                 | Capitale administrative                                       | |
| Cetinje                   | Capitale présidentielle                                       | |
| Palestine                 | Jérusalem                                                     | Capitale proclamée |
| Palestine                 | Ramallah                                                      | Capitale de facto |
| Pays-Bas                  |                                                               | |
| Amsterdam                 | Capitale officielle selon la Constitution                     | |
| La Haye                   | Centre administratif politique et siège du pouvoir judiciaire | |
| Sri Lanka                 |                                                               | |
| Sri Jayawardenapura Kotte | Capitale administrative                                       | |
| Colombo                   | Capitale commerciale                                          | |
| Tanzanie                  | Dodoma                                                        | Capitale officielle |
| Tanzanie                  | Dar es Salam                                                  | De facto siège du gouvernement                                                                                               |
| Tchéquie                  | Prague                                                        | Capitale officielle, siège du pouvoir exécutif et législatif                                                                 |
| Tchéquie                  | Brno                                                          | Siège du pouvoir judiciaire                                                                                                  |

## Pays et colonies ayant eu plus d'une capitale à la fois dans le passé
| Pays                 | Années              | Capitales     | Détails                                                                                                |
| -------------------- | ------------------- | ------------- | --- |
| Allemagne            | 1990-1999           | Berlin        | Siège du Parlement et pouvoir judiciaire                                                               |
| Allemagne            | 1990-1999           | Bonn          | Siège du pouvoir exécutif                                                                              |
| Bhoutan              | 1637-1954           | Punakha       | Capitale d'hiver                                                                                       |
| Bhoutan              | 1637-1954           | Thimphou      | Capitale d'été                                                                                         |
| Fédération syrienne  | 1922–1923           | Alep          | Capitale alternative                                                                                   |
| Fédération syrienne  | 1922–1923           | Damas         | Capitale alternative                                                                                   |
| France               | 1682-1789 1871-1879 | Paris         | Capitale économique et judiciaire                                                                      |
| France               | 1682-1789 1871-1879 | Versailles    | Capitale royale de 1682 à 1789 Siège du gouvernement de la IIIe République de mars 1871 à juillet 1879 |
| Géorgie              | 2012-2019           | Tbilissi      | Siège du pouvoir exécutif et judiciaire                                                                |
| Géorgie              | 2012-2019           | Koutaïssi     | Siège du Parlement                                                                                     |
| Inde                 | 1912–1947           | Delhi         | Capitale d'hiver                                                                                       |
| Inde                 | 1912–1947           | Shimla        | Capitale d'été                                                                                         |
| Royaume du Laos      | 1949–1975           | Vientiane     | Capitale administrative                                                                                |
| Royaume du Laos      | 1949–1975           | Luang Prabang | Capitale royale                                                                                        |
| Royaume de Libye     | 1951–1963           | Tripoli       | Une des deux capitales officielles du Royaume-Uni de Libye                                             |
| Royaume de Libye     | 1951–1963           | Benghazi      | Une des deux capitales officielles du Royaume-Uni de Libye                                             |
| Philippines          | 1948–1976           | Quezon City   | Capitale officielle                                                                                    |
| Philippines          | 1948–1976           | Manille       | De facto siège du gouvernement                                                                         |
| Empire romain        | 293-306             | Milan         | Capitale de l'Italie-Afrique                                                                           |
| Empire romain        | 293-306             | Nicomédie     | Capitale de l'Orient                                                                                   |
| Empire romain        | 293-306             | Sirmium       | Capitale de Pannonie                                                                                   |
| Empire romain        | 293-306             | Trèves        | Capitale de la Gaule et de la Britannia                                                                |
| Serbie-et-Monténégro | 2003–2006           | Belgrade      | Capitale administrative et législative                                                                 |
| Serbie-et-Monténégro | 2003–2006           | Podgorica     | Capitale judiciaire                                                                                    |